# Grasshopper Cup
Le tournoi Grasshopper Cup est un tournoi de squash qui se déroule à Zurich au mois d'avril. Il fait partie du PSA World Tour. Le tournoi se joue depuis 1979 sous la forme d'un tournoi amateur et sur invitation, puis à partir de 1999 sous la forme d'un tournoi professionnel.

## Palmarès

### Hommes
| Année | Champion                                              | Finaliste                                             | Score                                                 |                                                       |
| ----- | ----------------------------------------------------- | ----------------------------------------------------- | ----------------------------------------------------- | ----------------------------------------------------- |
| 2025  | Ali Farag                                             | Diego Elías                                           | 13-11, 12-14, 11-4, 11-5 (52 min)                     |                                                       |
| 2023  | Karim Abdel Gawad                                     | Joel Makin                                            | 11-6, 9-11, 11-8, 11-6 (65 min)                       |                                                       |
| 2022  | Mostafa Asal                                          | Marwan El Shorbagy                                    | 13-11, 11-2, 11-5 (39 min)                            |                                                       |
| 2021  | annulé en raison de la pandémie de Covid-19 en Suisse | annulé en raison de la pandémie de Covid-19 en Suisse | annulé en raison de la pandémie de Covid-19 en Suisse | annulé en raison de la pandémie de Covid-19 en Suisse |
| 2020  | annulé en raison de la pandémie de Covid-19 en Suisse | annulé en raison de la pandémie de Covid-19 en Suisse | annulé en raison de la pandémie de Covid-19 en Suisse | annulé en raison de la pandémie de Covid-19 en Suisse |
| 2019  | Mohamed El Shorbagy                                   | Tarek Momen                                           | 11-8, 13-11, 11-8 (50 min)                            |                                                       |
| 2018  | Ramy Ashour                                           | Mohamed El Shorbagy                                   | 11-8, 11-9, 11-6 (50 min)                             |                                                       |
| 2017  | Grégory Gaultier                                      | Ali Farag                                             | 11-8, 11-9, 14-12 (53 min)                            |                                                       |
| 2016  | Marwan El Shorbagy                                    | Grégory Gaultier                                      | 6-11, 13-11, 11-9, 9-11, 11-6 (66 min)                |                                                       |
| 2015  | Grégory Gaultier                                      | Simon Rösner                                          | 11-8, 11-3, 11-9 (43 min)                             |                                                       |
| 2014  | Amr Shabana                                           | Tarek Momen                                           | 11-6, 11-9, 4-11, 8-11, 11-8 (79 min)                 |                                                       |
| 2013  | Alister Walker                                        | Daryl Selby                                           | 11-4, 5-11, 12-10, 9-11, 11-2                         |                                                       |
| 2012  | Daryl Selby                                           | Nicolas Müller                                        | 12-10, 11-7, 8-11, 11-4                               |                                                       |
| 2011  | Pas de compétition                                    | Pas de compétition                                    | Pas de compétition                                    |                                                       |
| ...   | Pas de compétition                                    | Pas de compétition                                    | Pas de compétition                                    |                                                       |
| 2002  | Pas de compétition                                    | Pas de compétition                                    | Pas de compétition                                    |                                                       |
| 2001  | Mark Cairns                                           | Lars Harms                                            | 15-8, 15-9, 15-4                                      |                                                       |
| 2000  | John Williams                                         | Olli Tuominen                                         | 15-8, 15-7, 15-1                                      |                                                       |
| 1999  | Olli Tuominen                                         | Bradley Ball                                          | 10-15, 13-15, 17-15, 15-3, 15-9                       |                                                       |
| 1998  | Stephen Meads                                         | Thierry Lincou                                        | 12-15, 12-15, 15-13, 15-6, 15-7                       |                                                       |
| 1997  | Alex Gough                                            | John White                                            | 6-9, 9-2, 9-4, 5-9, 9-3                               |                                                       |
| 1996  | Glen Wilson                                           | Paul Steel                                            | 9-6, 9-4, 9-2                                         |                                                       |
| 1995  | Martin Heath                                          | Stefan Leifels                                        |                                                       |                                                       |
| 1994  | Jansher Khan                                          | Peter Marshall                                        |                                                       |                                                       |
| 1993  | Chris Dittmar                                         | Rodney Eyles                                          |                                                       |                                                       |
| 1992  | Chris Dittmar                                         | Peter Marshall                                        |                                                       |                                                       |
| 1991  | Chris Dittmar                                         | Jahangir Khan                                         |                                                       |                                                       |
| 1990  | Chris Robertson                                       | Rodney Martin                                         |                                                       |                                                       |
| 1989  | Geoff Williams                                        |                                                       |                                                       |                                                       |
| 1988  | Neil Harvey                                           |                                                       |                                                       |                                                       |
| 1987  | Neil Harvey                                           |                                                       |                                                       |                                                       |
| 1986  | Gamal El Amir                                         |                                                       |                                                       |                                                       |
| 1985  | Gamal El Amir                                         |                                                       |                                                       |                                                       |
| 1984  | Kevin Karam                                           | Andrew Marshall                                       |                                                       |                                                       |
| 1983  | Mike Sherren                                          |                                                       |                                                       |                                                       |
| 1982  | David Fear                                            |                                                       |                                                       |                                                       |
| 1981  | Leif Leiner                                           |                                                       |                                                       |                                                       |
| 1980  | Paul Hendry                                           |                                                       |                                                       |                                                       |
| 1979  | Norman Ingledew                                       | Colin Fletcher                                        |                                                       |                                                       |

### Femmes
| Année | Championne                                            | Finaliste                                             | Score                                                 |                                                       |
| ----- | ----------------------------------------------------- | ----------------------------------------------------- | ----------------------------------------------------- | ----------------------------------------------------- |
| 2025  | Nouran Gohar                                          | Sivasangari Subramaniam                               | 11-7, 14-12, 11-9 (43 min)                            |                                                       |
| 2023  | Nour El Sherbini                                      | Hania El Hammamy                                      | 11-6, 11-7, 11-9 (63 min)                             |                                                       |
| 2022  | Nour El Sherbini                                      | Hania El Hammamy                                      | 9-11, 11-9, 10-12, 11-3, 11-4 (76 min)                |                                                       |
| 2021  | annulé en raison de la pandémie de Covid-19 en Suisse | annulé en raison de la pandémie de Covid-19 en Suisse | annulé en raison de la pandémie de Covid-19 en Suisse | annulé en raison de la pandémie de Covid-19 en Suisse |
| 2020  | annulé en raison de la pandémie de Covid-19 en Suisse | annulé en raison de la pandémie de Covid-19 en Suisse | annulé en raison de la pandémie de Covid-19 en Suisse | annulé en raison de la pandémie de Covid-19 en Suisse |
| 2019  | Pas de compétition                                    | Pas de compétition                                    | Pas de compétition                                    |                                                       |
| ...   | Pas de compétition                                    | Pas de compétition                                    | Pas de compétition                                    |                                                       |
| 2003  | Pas de compétition                                    | Pas de compétition                                    | Pas de compétition                                    |                                                       |
| 2002  | Natalie Pohrer                                        | Vanessa Atkinson                                      | 6-9, 9-0, 9-1, 9-3                                    |                                                       |
| 2001  | Vanessa Atkinson                                      | Rachael Grinham                                       | 9-6, 9-1, 9-7                                         |                                                       |
| 2000  | Jenny Tranfield                                       | Isabelle Stoehr                                       | 9-3, 9-5, 9-4                                         |                                                       |
| 1999  | Pas de compétition                                    | Pas de compétition                                    | Pas de compétition                                    |                                                       |
| 1998  | Pas de compétition                                    | Pas de compétition                                    | Pas de compétition                                    |                                                       |
| 1997  | Carol Owens                                           | Robyn Cooper                                          | 9-6, 9-3, 9-6                                         |                                                       |